# Коктума (село)
Кокту́ма (каз. Көктұма) — село у складі Алакольського району Жетисуської області Казахстану. Адміністративний центр Иргайтинського сільського округу.
Населення — 1935 осіб (2021; 1729 у 2009, 2016 у 1999, 2239 у 1989).